# Йошкар-Ола в филателии

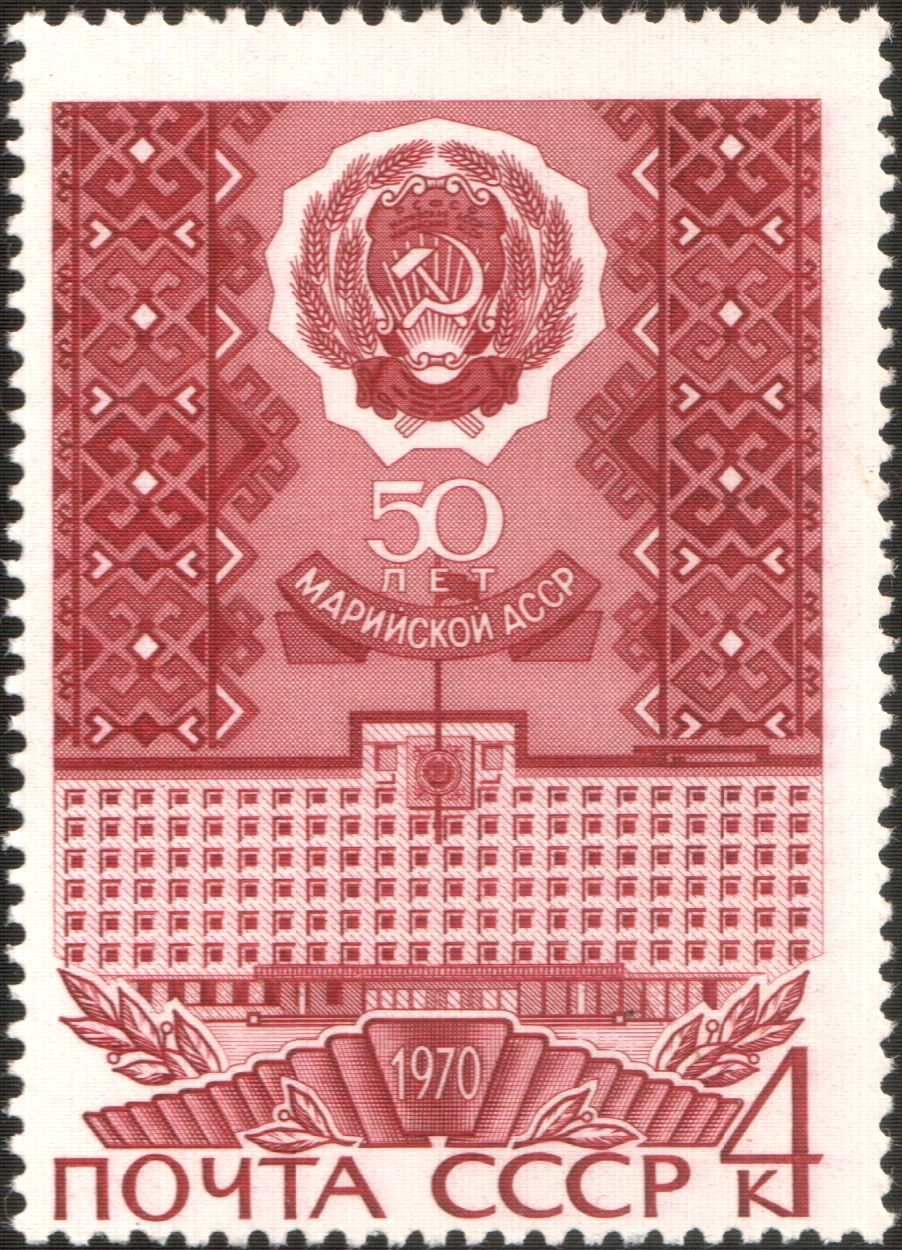
Марка СССР (1970): 50 лет Марийской АССР

Йошкар-Ола в филателии — совокупность почтовых марок, художественных маркированных конвертов (ХМК) и других филателистических материалов, посвящённых городу Йошкар-Оле.

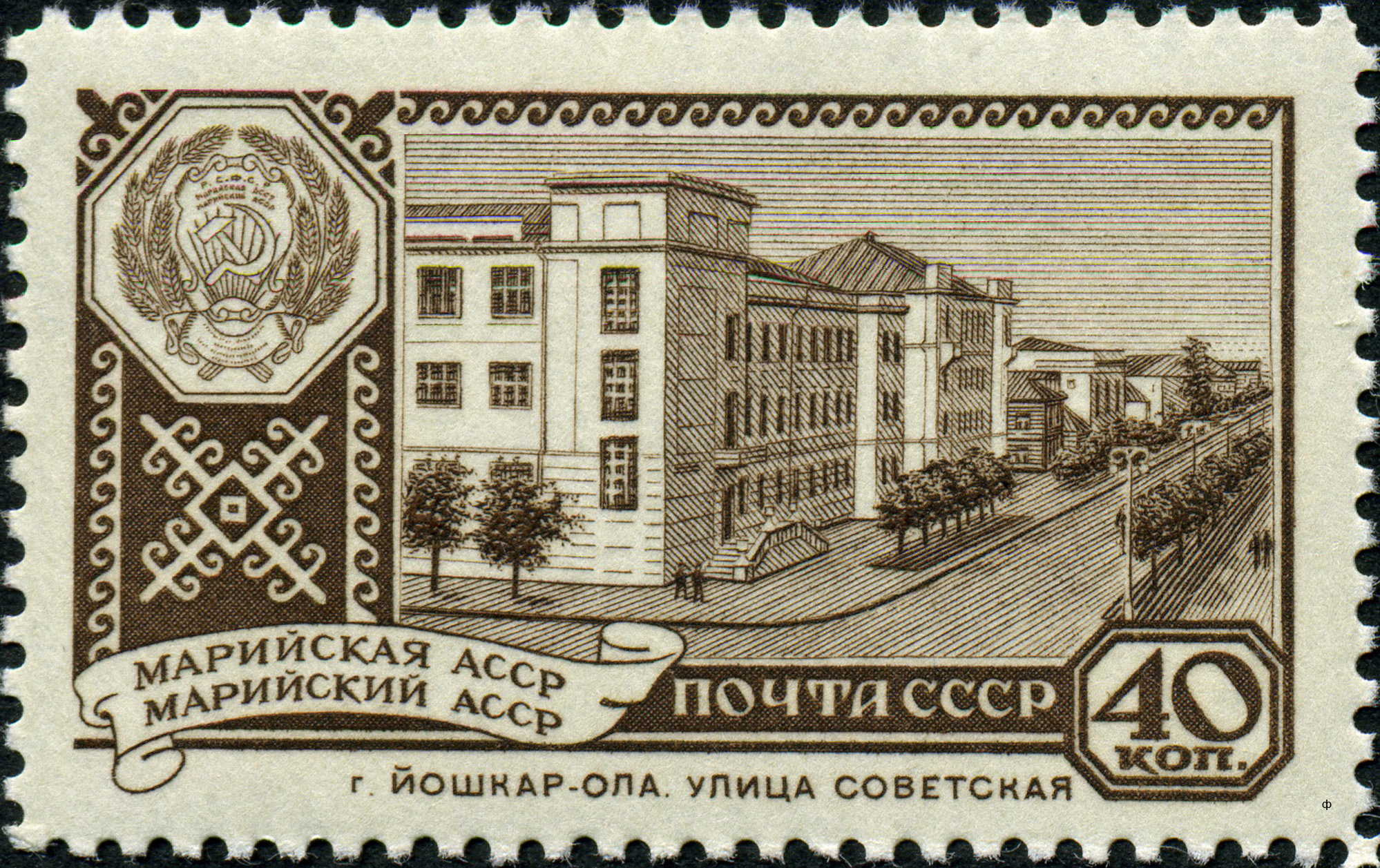
Марка СССР (1960): Марийская АССР. Йошкар-Ола

## Почтовые марки
Первая почтовая марка СССР, посвящённая Йошкар-Оле, была выпущена в 1960 году в серии «Столицы автономных советских социалистических республик». На ней было запечатлено здание главпочтамта (ул. Советская, д. 140) и общий вид на улицу Советскую.
На почтовой марке 1970 года в честь 50-летия со дня образования Марийской АССР (из серии «50-летие Автономных Советских Социалистических Республик») был помещён рисунок здания Совета Министров МАССР (сейчас — здание Правительства Республики Марий Эл, Ленинский проспект, д. 29).
В 2013 году выходил почтовый блок России, приуроченный к проведению эстафеты олимпийского огня зимних Олимпийских игр 2014 года в Сочи. Маршрут эстафеты охватывал 132 населённых пункта Российской Федерации, среди которых 96-м по счёту был город Йошкар-Ола. На полях блока была нарисована карта России, на которой точками были обозначены пункты эстафетного маршрута, включая Йошкар-Олу.
| Йошкар-Ола · Эстафета олимпийского огня зимних Олимпийских игр 2014 |
| 2013: почтовый блок России (ЦФА [АО «Марка»] № 1736), посвящённый эстафете олимпийского огня, маршрут которой пролегал и через Йошкар-Олу (помечена на карте синей точкой) |

К выпуску почтового блока был также подготовлен конверт первого дня с соответствующим гашением первого дня, датированным 7 октября 2013 года.

## Художественные маркированные конверты
Ниже приводится полный список ХМК СССР, на которых был запечатлён город Йошкар-Ола.
| Каталожный номер | Наименование                                   | Дата выпуска | Номинал | Художник    | Описание изображения |
| ---------------- | ---------------------------------------------- | ------------ | ------- | ----------- | --- |
| 1141             | Йошкар-Ола. Дом Советов                        | 19.03.1960   | 40 коп. | —           | Здание Дома Советов Марийской АССР, расположенное в Йошкар-Оле |
| 1328             | Йошкар-Ола. Лесотехнический институт           | 28.09.1960   | 40 коп. | —           | Здание Лесотехнического института, расположенное в Йошкар-Оле |
| 1393             | Йошкар-Ола. Музыкальное училище имени Палантая | 28.11.1960   | 4 коп.  | —           | Здание Музыкального училища имени Палантая, расположенное в Йошкар-Оле по адресу: ул. Пушкина, д. 26 |
| 1721             | Йошкар-Ола. Улица Советская                    | 04.10.1961   | 4 коп.  | —           | Общий вид на улицу Советская |
| 2828             | Йошкар-Ола. Драмтеатр имени М. Шкетана         | 25.10.1963   | 4 коп.  | —           | |
| 2955             | Йошкар-Ола. Научно-краеведческий музей         | 11.01.1964   | 4 коп.  | —           | |
| 3824             | Йошкар-Ола. Гостиница «Советская»              | 30.06.1965   | 4 коп.  | —           | |
| 4341             | Йошкар-Ола. Вход в парк культуры               | 28.07.1966   | 4 коп.  | —           | |
| 4754             | Йошкар-Ола. Железнодорожный вокзал             | 14.07.1967   | 4 коп.  | —           | |
| 5566             | Йошкар-Ола                                     | 05.05.1968   | 4 коп.  | —           | |
| 5582             | Йошкар-Ола. Республиканская библиотека         | 14.05.1968   | 4 коп.  | —           | Здание Республиканской библиотеки, расположенное в Йошкар-Оле по адресу: ул. Пушкина, д. 28 |
| 5972             | Йошкар-Ола. Административное здание            | 02.12.1968   | 4 коп.  | —           | Административное здание, расположенное в Йошкар-Оле по адресу: проспект Гагарина, д. 2 |
| 6136             | Йошкар-Ола. Музыкальное училище                | 17.02.1969   | 4 коп.  | —           | Здание Музыкального училища имени Палантая, расположенное в Йошкар-Оле по адресу: ул. Пушкина, д. 26 |
| 6843             | 50 лет Марийской АССР                          | 05.02.1970   | 4 коп.  | —           | Здание Совета Министров МАССР, расположенное в Йошкар-Оле, государственный герб Марийской АССР и надпись «50-лет Марийской АССР». Изображение полностью повторяет почтовую марку 1970 года «50 лет Марийской АССР» (ЦФА [АО «Марка»] № 3904) |
| 7909             | Йошкар-Ола. Политехнический институт           | 10.11.1971   | 4 коп.  | —           | |
| 8554             | Йошкар-Ола. Железнодорожный вокзал             | 13.11.1972   | 4 коп.  | —           | |
| 8806             | Йошкар-Ола. Гостиница «Советская»              | 19.03.1973   | 4 коп.  | —           | Здание гостиницы «Советская», расположенное в Йошкар-Оле |
| 10018            | Йошкар-Ола. Театр имени М. Шкетана             | 25.09.1974   | 4 коп.  | —           | Здание Музыкально-драматического театра имени М. Шкетана |
| 11635            | Йошкар-Ола. Политехнический институт           | 19.10.1976   | 4 коп.  | —           | Здание Марийского политехнического института имени Максима Горького в Йошкар-Оле |
| 13124            | Йошкар-Ола. Театр имени М. Шкетана             | 17.10.1978   | 4 коп.  | —           | Здание Марийского государственного музыкально-драматического театра имени М. Шкетана в Йошкар-Оле |
| 13737            | Йошкар-Ола. Памятник С. Г. Чавайну             | 03.09.1979   | 4 коп.  | И. Дергилёв | Памятник основоположнику марийской литературы С. Г. Чавайну, расположенный в Йошкар-Оле. Тираж 500 тыс. экземпляров |
| 15127            | Йошкар-Ола. ДК имени 30-летия победы           | 07.09.1981   | 4 коп.  | —           | Здание Дворца культуры имени 30-летия Победы в Йошкар-Оле |
| 27               | 400 лет Йошкар-Оле                             | 30.01.1984   | 4 коп.  | И. Филиппов | Здание Совета министров МАССР, перед ним — скульптурная композиция с фонтаном «В космос» |
| 27-А             | 400 лет Йошкар-Оле                             | 31.01.1984   | 4 коп.  | И. Филиппов | Здание Совета министров МАССР, перед ним — скульптурная композиция с фонтаном «В космос» |
| 491              | 400 лет Йошкар-Оле                             | 30.10.1984   | 4 коп.  | В. Шатихин  | Здание Марийского государственного музыкально-драматического театра имени М. Шкетана, за ним — здание гостиницы «Юбилейная» |
| 342              | Йошкар-Ола. Мемориал Воинской Славы            | 15.07.1985   | 4 коп.  | —           | Мемориал Воинской Славы: Монумент Воинской Славы и Вечный огонь, расположенные в Йошкар-Оле в Центральном парке культуры и отдыха |
| 311              | 70 лет Марийской АССР                          | 09.07.1990   | 4 коп.  | —           | Здание Дворца культуры имени 30-летия Победы, Марийского национальный театра драмы имени М. Шкетана и здание гостиницы «Йошкар-Ола» |

## Специальные гашения
- В связи с празднованием 50-летия Марийской АССР 4 ноября 1970 года на Йошкар-Олинском почтамте осуществлялось спецгашение с помощью специального почтового штемпеля с изображением национального марийского узора и надписью «СССР Марийской АССР 50 лет» и текстом: «Йошкар-Ола. 4.XI.1970. Почтамт».
- В связи с празднованием 70-летия Марийской АССР 4 ноября 1990 года на Йошкар-Олинском почтамте осуществлялось спецгашение с помощью специального почтового штемпеля с изображением национального марийского узора и надписью «Марийской АССР 70 лет» и текстом: «Йошкар-Ола. 04.11.1990. Почтамт».
- В связи с прохождением через Йошкар-Олу маршрута эстафеты олимпийского огня XXII Олимпийских зимних игр 28 декабря 2013 года в городе осуществлялось спецгашение с помощью специального почтового штемпеля, подготовленного «Почтой России». На штемпеле изображены эстафетный факел и снежинка, а также присутствует текст: «Почта России. Эстафета Олимпийского огня. Йошкар-Ола. 424000. 28.12.13»[26][27].

## Развитие филателии
В Йошкар-Оле действует городской Клуб коллекционеров. По состоянию на 2009 год, клубные встречи проводились во Дворце культуры имени В. И. Ленина (на втором этаже) по воскресеньям с 9:00 до 11:30.
В 1992 году делегат от Йошкар-Олы Пётр Аркадьевич Суворов принимал участие в Учредительной конференции Союза филателистов России в Смоленске.

## Галерея

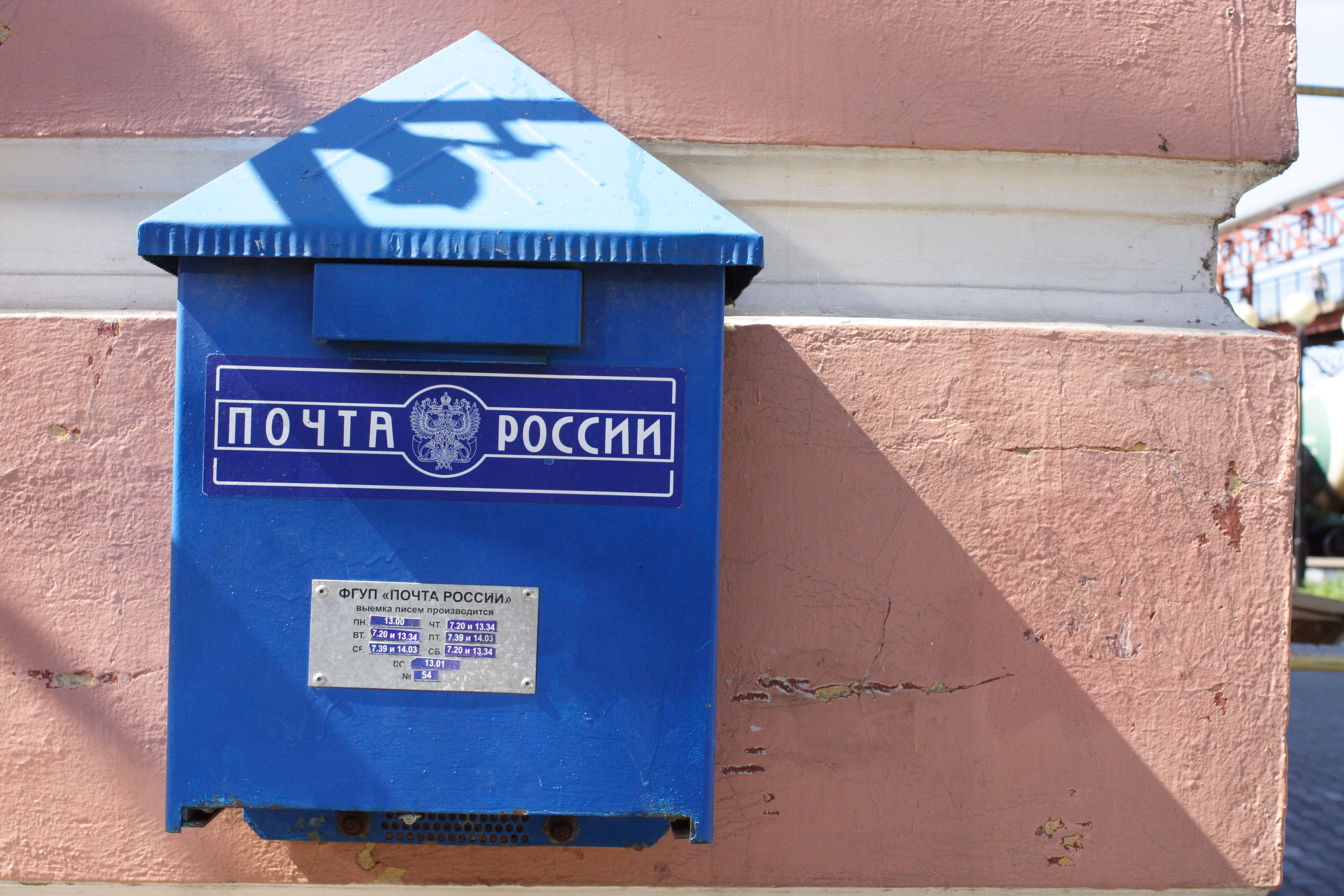
Почтовый ящик на одной из улиц Йошкар-Олы
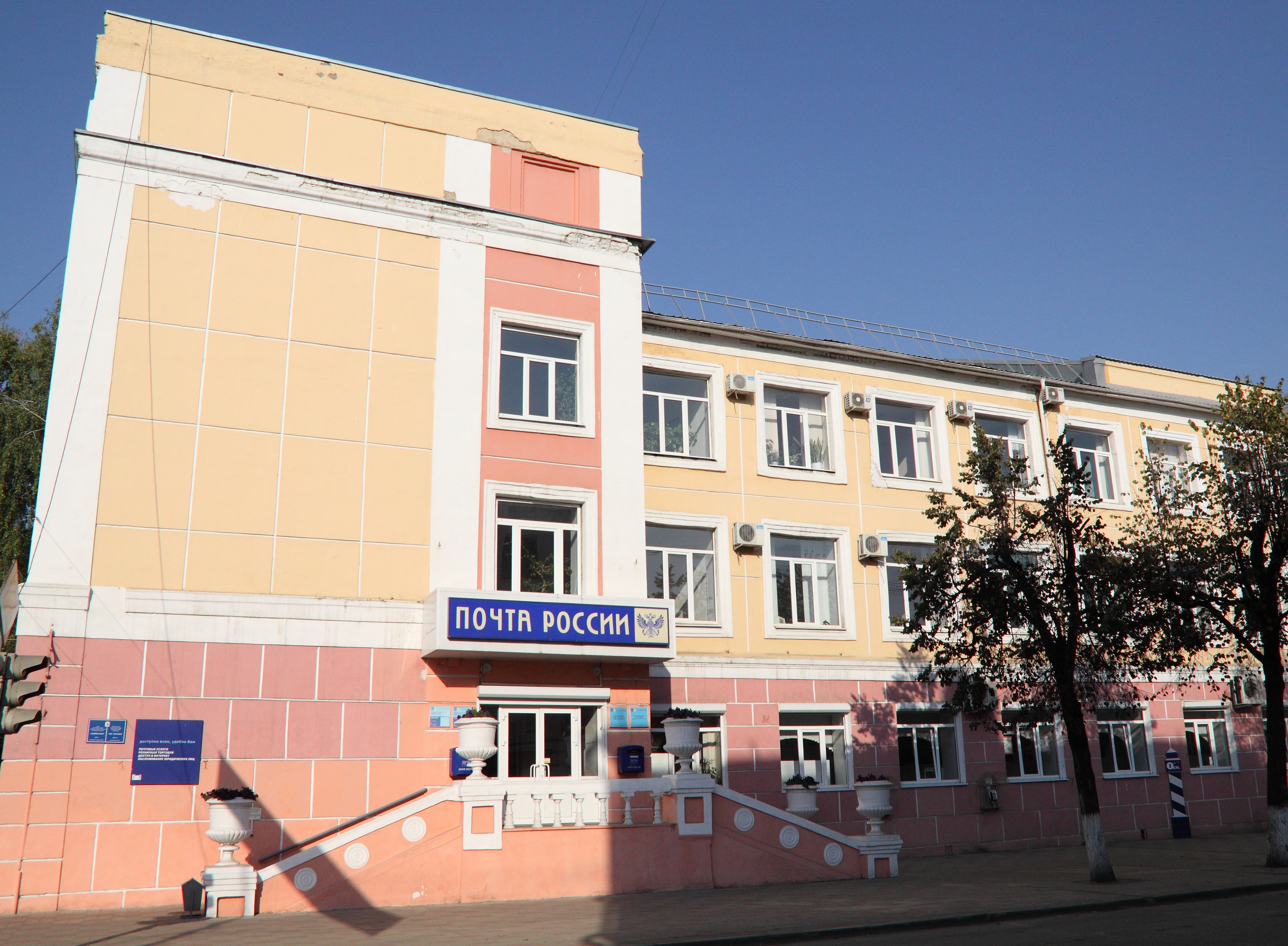
Здание главпочтамта на улице Советской, 140
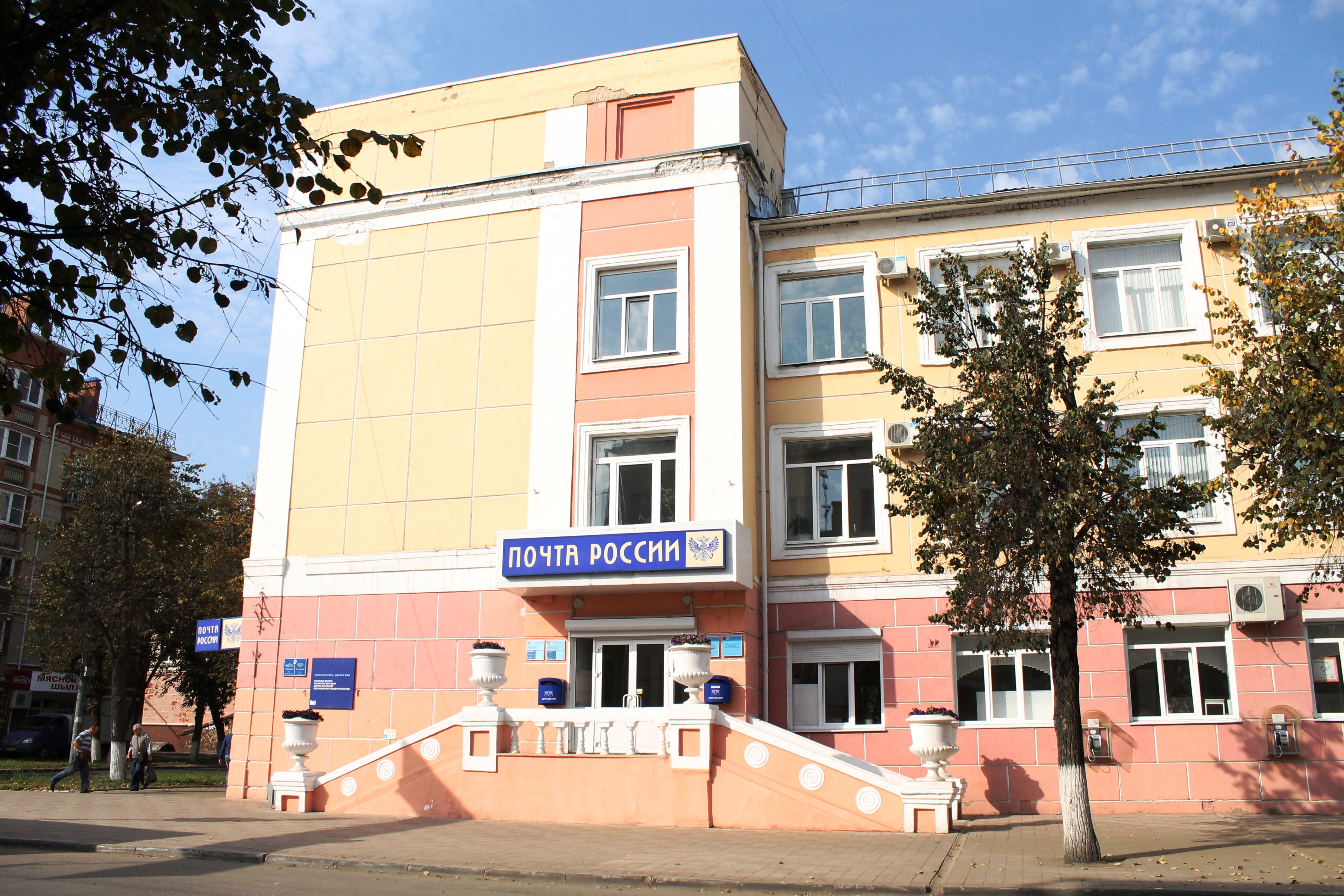
То же